# Manuel Teixeira
O monsenhor Manuel Teixeira GCSE • GOIH • 
OI (Freixo de Espada à Cinta, Freixo de Espada à Cinta, 15 de Abril de 1912 — Chaves, 15 de Setembro de 2003) foi um famoso historiador português de Macau (China) e um sacerdote católico. Ele viveu grande parte da sua vida em Macau e contribuiu bastante nas áreas de missionação, de educação e do estudo da história. Deixou uma grande quantidade de informação valiosa sobre a História daquela terra e sobre a História da Diocese de Macau. O seu trabalho e empenho foram reconhecidos pelas sociedades de Portugal e de Macau.

## Vida
Nascido em Freixo de Espada à Cinta, Freixo de Espada à Cinta, Trás-os-Montes, em 1912, após a conclusão da instrução primária na sua terra natal, partiu para Macau, onde ingressou no Seminário de São José. Foi na Igreja do Seminário de São José que ele recebeu a Ordem sacerdotal no dia 29 de Outubro de 1934. Nesse mesmo ano, tornou-se pároco de São Lourenço, cargo que desempenhou até 1946.
Aos 22 anos, começou a dirigir o Boletim Eclesiástico da Diocese de Macau e, sob a sua direcção, que durou 13 anos, o Boletim tornou-se numa publicação internacionalmente conhecida, graças também ao importante contributo de outras pessoas prestigiosas como José M. Braga e Charles Ralph Boxer.
Em 1942, fundou a revista mensal O Clarim e foi também co-fundador do semanário União. 
Entre 1948 e 1962, ficou em Singapura como missionário e Vigário Geral das Missões Portuguesas de Singapura e Malaca. Lá, sediado na Igreja de São José, organizou e dinamizou várias instituições religiosas e a revista católica de língua inglesa Rally.
Entre 1932 e 1970, ele foi professor no Seminário de São José, no Colégio de São José, na Escola Comercial Pedro Nolasco e no Liceu Nacional Infante D. Henrique.
Nas décadas de 70 e 80, foi director dos Arquivos de Macau e do Boletim do Instituto Luís de Camões.
O Padre Manuel Teixeira foi um importante e reconhecido historiador de Macau e empenhou-se tanto que publicou 123 livros de investigação histórica. Foi também um importante investigador da presença portuguesa no Oriente. Recebeu em 1981 e 1983, respectivamente, o prémio de História da Fundação Calouste Gulbenkian pelas suas obras Os Militares em Macau e Toponímia de Macau.
Em 1982, devido à sua popularidade, foi proclamado "Figura do Ano" em Macau. Em 1984, instituiu a "Fundação Padre Teixeira", um fundo de apoio aos estudantes pobres de Macau, com um capital superior a 600 mil dólares de Hong-Kong.
Regressou a Portugal a 16 de Maio de 2001, onde morreu a 15 de Setembro de 2003, aos 91 anos, em Chaves.

## Membro
O Monsenhor Manuel Teixeira foi membro da Associação Internacional de Historiadores da Ásia, da Academia Portuguesa de História e da Academia Portuguesa de Marinha, sócio-correspondente da Sociedade de Geografia de Lisboa, sócio da Sociedade Científica Católica Portuguesa, vogal do Centro de Estudos Históricos Ultramarinos, vogal do Conselho da Universidade da Ásia Oriental.

## Honras e condecorações
- A 12 de Dezembro de 1952, foi agraciado com o grau de Oficial da Ordem do Império[1]
- A 3 de Setembro de 1979 foi feito Comendador da Ordem do Infante D. Henrique[1]
- Em 1985 recebeu a Medalha de Valor
- A 9 de Junho de 1989 foi feito Comendador da Ordem Militar de Sant'Iago da Espada,[1] pelo então Presidente da República Portuguesa Mário Soares
- A 30 de Março de 1996 foi elevado a Grande-Oficial da Ordem do Infante D. Henrique[1]
- A 7 de Dezembro de 1999 foi agraciado com a insígnia da Grã-Cruz da Ordem Militar de Sant'Iago da Espada,[1] vindo a receber esta condecoração, comovido, das mãos do então Presidente da República Portuguesa Jorge Sampaio no dia 18 de Dezembro de 1999, dois dias antes da transferência de soberania de Macau para a República Popular da China.
- O Monsenhor Manuel Teixeira foi também Doutor Honoris Causa em Letras da Universidade da Ásia Oriental.